# McIntyre Bluff
McIntyre Bluff, seit dem 7. August 2015 offiziell nʕaylintn (engl. gesprochen nye-lin-tin), ist ein großer Felsgrat aus Gneis in der kanadischen Provinz British Columbia. Er liegt südlich des Vaseux Lake zwischen Okanagan Falls und Oliver. Die Klippe (engl. bluff) ragt aus dem umgebenden Tal heraus und ist eine der bekanntesten Punkte im Okanagan Valley.

## Geschichte
nʕaylintn (aus dem Colville-Okanagan) der traditionelle Name dieses Ortes. Die First Nations im Gebiet erzählen eine Geschichte von einer Schlacht auf dem Gipfel der Felsformation. Eine feindliche Streitmacht aus dem Süden (dem heutigen US-Bundesstaat Washington) wurde auf die Höhe gelockt und über die Klippe getrieben.
Am Fuß der Klippe können Piktographen betrachtet werden.
Der McIntyre Bluff ist nach Peter McIntyre benannt, einem der Overlanders of 1862, der auch Wachmann für den Pony Express im Wilden Westen war. Er war als „Indianerjäger“ bekannt. In der Nähe der großen Klippe bekam er 1886 ein Landnutzungsrecht (land grant) zugesprochen.
Vom 7. Oktober 1954 bis zum 7. August 2015 wurde McIntyre Bluff als offizieller Name geführt, dann jedoch auf Anfrage der Osoyoos Indian Band als Teil eines Übereinkommens mit dem British Columbia Ministry of Environment in nʕaylintn geändert.

## Schutz
Der größte Teil der Klippe liegt im White Lake Grasslands Protected Area, welches das Ökosystem der Trockenwälder des Okanagan auf ihren Höhen schützt.